# Paula Badosa Gibert
Paula Badosa Gibert   (Nova York, 15 de novembre de 1997) és una tennista catalana nascuda als Estats Units.
En el seu palmarès hi ha quatre títols individuals.

## Biografia
Nascuda a Manhattan, Paula Badosa és filla de Mireia Gibert i de Josep Badosa, que treballaven al món de la moda, i té una germana més petita.
Quan Badosa tenia set anys, la família es va traslladar a Barcelona, on ella va començar a jugar a tennis. Set anys més tard, als catorze, va marxar a València, per continuar progressant al món del tennis.
Després de dos anys entrenant a València, a principis de 2015 va tornar a Catalunya, concretament a l'acadèmia Pro-AB Academy de Barcelona, per entrenar a les ordres de Víctor Carceller, David Sunyer i Xavi Budó, aquest últim també entrenador de Carla Suárez Navarro.

## Carrera esportiva
Va debutar en el circuit professional l'any 2015 en el torneig d'Anvers però en la fase prèvia, en què va aconseguir una victòria i una derrota que li va impedir entrar al quadre principal. Posteriorment, fou convidada a participar en un dels grans torneigs del calendari, Miami, entrant directament al quadre principal. La seva estrena en un quadre principal va esdevenir en una fàcil victòria sobre Petra Cetkovska (número 69 del rànquing). En la segona ronda també es va imposar a Zheng Saisai, però en la tercera no va poder fer el mateix davant Karolina Pliskova. Al juny va disputar el Roland Garros en categoria júnior i es va imposar en la final individual a la russa Anna Kalinskaya. El primer cap de setmana de juliol, va endur-se el seu primer torneig ITF, amb 25.000 dòlars en premis, després d'imposar-se a la francesa Irina Ramialison a la final del torneig de Denain, al nord de França.
En acabar la temporada 2017, es va proclamar campiona d'Espanya després de derrotar Carla Suárez Navarro.
A principis de 2019 va superar la fase prèvia de l'Open d'Austràlia i va disputar per primer cop el quadre principal d'un Grand Slam, però malauradament va caure en primera ronda. Aquest resultat li va permetre sovintejar el circuit WTA, ja sigui accedint a la fase prèvia de diversos torneigs o directament al quadre principal d'algun torneig menor. El primer resultat destacat fou quan va arribar a les semifinals de Palerm, derrotada per Kiki Bertens, cinquena del rànquing individual.
En el torneig de Charleston de 2021 va derrotar la tennista número 1 del rànquing individual Ashleigh Barty en quarts de final, i prèviament havia derrotat la suïssa Belinda Bencic, la primera vegada que derrotava una tennista del Top 20 del rànquing. Unes setmanes després va repetir la victòria sobre Bencic, però no va poder superar Barty a Madrid, tot i que va esdevenir la primera tennista espanyola en classificar-se per les semifinals d'aquest torneig. L'evolució sobre terra batuda va tenir la seva recompensa a Belgrad quan va aconseguir el primer títol individual de la seva carrera en la primera final que disputava.

## Palmarès

### Individual: 4 (4−0)
| Llegenda         |
| ---------------- |
| Grand Slam (0−0) |
| WTA Finals (0−0) |
| WTA 1000 (1−0)   |
| WTA 500 (2−0)    |
| WTA 250 (1−0)    |

| Títols per superfície |
| --------------------- |
| Dura (3−0)            |
| Gespa (0−0)           |
| Terra batuda (1−0)    |

| Resultat   | Núm. | Data                 | Torneig                     | Superfície   | Oponent            | Marcador            |
| ---------- | ---- | -------------------- | --------------------------- | ------------ | ------------------ | ------------------- |
| Guanyadora | 1.   | 22 de maig de 2021   | Belgrad, Sèrbia             | Terra batuda | Ana Konjuh         | 6−2, 2−0, retirada  |
| Guanyadora | 2.   | 17 d'octubre de 2021 | Indian Wells, Estats Units  | Dura         | Viktória Azàrenka  | 7−6(5), 2−6, 7−6(2) |
| Guanyadora | 3.   | 15 de gener de 2022  | Sydney, Austràlia           | Dura         | Barbora Krejčiková | 6−3, 4−6, 7−6(4)    |
| Guanyadora | 4.   | 4 d'agost de 2024    | Washington DC, Estats Units | Dura         | Marie Bouzková     | 6−1, 4−6, 6−4       |

### Circuit ITF: 7

#### Individual: 11 (7−6)
| Circuit ITF             |
| ----------------------- |
| Torneigs 100.000$ (0−0) |
| Torneigs 75.000$ (0−0)  |
| Torneigs 50.000$ (1−2)  |
| Torneigs 25.000$ (5−5)  |
| Torneigs 15.000$ (0−0)  |
| Torneigs 10.000$ (1−0)  |

| Títols per superfície |
| --------------------- |
| Dura (4−3)            |
| Gespa (0−0)           |
| Terra batuda (2−3)    |
| Moqueta (1−1)         |

| Resultat   | Núm. | Data                   | Torneig                            | Superfície   | Oponent               | Marcador              |
| ---------- | ---- | ---------------------- | ---------------------------------- | ------------ | --------------------- | --------------------- |
| Guanyadora | 1.   | 17 de novembre de 2013 | Sant Jordi, Espanya                | Dura         | Lucía Cervera Vázquez | 7−5, 6−0              |
| Finalista  | 1.   | 26 d'octubre de 2014   | Ciudad Victoria, Mèxic             | Dura         | Diāna Marcinkēviča    | 7−6(2), 3−6, 1−6      |
| Guanyadora | 2.   | 5 de juliol de 2015    | Denain, França                     | Terra batuda | Irina Ramialison      | 7−5, 6−0              |
| Finalista  | 2.   | 10 d'abril de 2016     | Jackson, Estats Units              | Terra batuda | Grace Min             | 6−1, 2−6, 4−6         |
| Finalista  | 3.   | 28 d'abril de 2017     | Caserta, Itàlia                    | Terra batuda | Claire Liu            | 3−6, 3−6              |
| Guanyadora | 3.   | 5 d'agost de 2017      | El Espinar, Espanya                | Dura         | Ayla Aksu             | 6−2, 6−4              |
| Guanyadora | 4.   | 4 de febrer de 2018    | Glasgow, Regne Unit                | Dura (i)     | Maia Lumsden          | 2−6, 6−1, 6−3         |
| Guanyadora | 5.   | 27 de maig de 2018     | Les Franqueses del Vallès, Espanya | Dura         | Margarita Gasparyan   | 6−4, 3−6, 6−2         |
| Guanyadora | 6.   | 30 de setembre de 2018 | València, Espanya                  | Terra batuda | Aliona Bolsova        | 6−1, 4−6, 6−2         |
| Finalista  | 4.   | 27 de gener de 2019    | Burnie, Austràlia                  | Dura         | Belinda Woolcock      | 6−7(3), 6−7(4)        |
| Finalista  | 5.   | 5 de maig de 2019      | Les Franqueses del Vallès          | Dura         | Katy Dunne            | 5−7, 3−6              |
| Finalista  | 6.   | 1 de juny de 2019      | Essen, Alemanya                    | Terra batuda | Tereza Martincova     | 2−6, 6−7(4)           |
| Guanyadora | 7.   | 13 d'octubre de 2019   | Makinohara, Japó                   | Moqueta      | Nagi Hanatani         | 7−5, 6−1              |
| Finalista  | 7.   | 20 d'octubre de 2019   | Hamamatsu, Japó                    | Moqueta      | Eri Hozumi            | 6−7(1), 4−5, retirada |

## Trajectòria

### Individual
| Open d'Austràlia | A   | A   | A           | A           | 1R          | 2R          | 1R    | 4R    | A  | 3R | SF | 0 / 6   | 6 – 5   |
| Roland Garros | A   | A   | A           | A           | Q1          | 4R          | QF    | 3R    | A  | 3R | 3R | 0 / 5   | 11 – 4  |
| Wimbledon | A   | A   | A           | Q1          | 1R          | NC          | 4R    | 4R    | 2R |    |    | 0 / 4   | 7 – 4   |
| US Open | Q2  | A   | A           | Q2          | 1R          | 1R          | 2R    | 2R    |    |    |    | 0 / 4   | 2 – 4   |
| Jocs Olímpics | NC  | A   | No celebrat | No celebrat | No celebrat | No celebrat | QF    | NC    | NC |    |    | 0 / 1   | 3 – 1   |
| WTA Finals | A   | A   | A           | A           | A           | NC          | SF    | A     |    |    |    | 0 / 1   | 2 – 2   |
| Total Victòries−Derrotes | 2–3 | 0–3 | 0–1         | 2–2         | 7–9         | 7–4         | 43–17 | 32–22 |    |    |    | 97 – 61 | 97 – 61 |
| Rànquing a final d'any | 220 | 314 | 247         | 143         | 97          | 70          | 8     | 13    | 66 | 12 |    |         |         |
| Llegenda: G: Guanyadora; F: Finalista; SF: Semifinalista; QF: Quarts de final; Q: Qualificació; A: Absent; RR: Round Robin; |     |     |             |             |             |             |       |       |    |    |    |         |         |

### Dobles femenins
| Open d'Austràlia | A           | A           | 2R | 0 / 1  | 1 – 1  |
| Roland Garros | A           | 1R          | 1R | 0 / 2  | 0 – 2  |
| Wimbledon | A           | NC          | 2R | 0 / 1  | 1 – 1  |
| US Open | A           | A           |    | 0 / 0  | 0 – 0  |
| Jocs Olímpics | No celebrat | No celebrat | 2R | 0 / 1  | 1 – 1  |
| Total Victòries−Derrotes |             |             |    | 8 – 14 | 8 – 14 |
| Rànquing a final d'any | 542         | 637         |    |        |        |
| Llegenda: G: Guanyadora; F: Finalista; SF: Semifinalista; QF: Quarts de final; Q: Qualificació; A: Absent; RR: Round Robin; |             |             |    |        |        |

## Guardons
- Premi As del Deporte[11]
- WTA Comeback Player of the Year: 2024[12]

- 2025 Llista Forbes de les 100 dones més influents de Catalunya.[13]

## Vida personal
Després de relacionar-la amb el presentador de televisió David Broncano, al 2021 inicià una relació amb l'actor cubà Juan Betancourt que finalitzà al 2023 i inicià aquell mateix any una altra amb el també tenista Stéfanos Tsisipàs.